# Proprio dietro questa foresta
Proprio dietro questa foresta (Jeszcze tylko ten las) è un film del 1991 diretto da Jan Łomnicki.